# کریستی برک
کریستی برک (انگلیسی: Christie Burke؛ زادهٔ ۲۰ اکتبر ۱۹۸۹) بازیگر و مدل اهل کانادا است.
از فیلم‌ها یا برنامه‌های تلویزیونی که وی در آن نقش داشته‌است، می‌توان به آلموست هیومن، سوپرنچرال، خدمتکار، تسخیرشدگی عمارت بلای، گرگ‌ومیش: سپیده‌دم – قسمت اول، گرگ‌ومیش: سپیده‌دم – قسمت دوم و شلیک مرگ اشاره کرد.